# Bratislau II da Boémia
Bratislau II de Boémia (ou Vratislau II ) (1032 - 14 de janeiro de 1092) foi um duque da Boémia, governou entre 1061 e 1085 e após 1085 e até 1092 com o título de Rei Vratislau I. O seu governo foi antecedido pelo de Spytihnev II da Boémia e foi sucedido pelo de Conrado I da Boémia.

## Relações familiares
Foi filho de Bretislau I da Boémia e de Judite de Schweinfurt (? - 1058), filha de Henrique de Schweinfurt (950 - 1017) e de Gerberga de Henneberg (968 - 1017. Casou por duas vezes, a 1ª com Adelaide da Hungria (1040 - 1062), filha de André I da Hungria (1016 - 1061) e de Anastácia Jaroslauna Kijeuskaia, de quem teve: 
1. Judite da Boêmia (c. 1040 - 25 de dezembro de 1085), casada com Ladislau I da Polónia (1040 - 4 de junho de 1102),
2. Bretislau II da Boémia (1062 - 1100).

e a 2ª com em com Svietoslava da Polónia(1046 - 1126), que viria a casar com Casimiro I da Polónia, de quem teve:
1. Boleslau da Boémia, (? - 1091), Duque de Olomouc em 1090,
2. Borivoi II da Boémia, casado com Gerberga de Babenberg (c. 1072 -?),
3. Ladislau I da Boémia
4. Sobeslau I da Boémia